# Pettineo (Sicília)

Ubicació de Pettineo dins de la província

Pettineo (sicilià Pittineu) és un municipi italià, dins de la ciutat metropolitana de Messina. L'any 2009 tenia 1.448 habitants. Limita amb els municipis de Castel di Lucio, Mistretta, Motta d'Affermo, Reitano, San Mauro Castelverde (PA) i Tusa.

## Administració
| Període | Identitat            | Partit        |
| ------- | -------------------- | ------------- |
| 2007-   | Antonini Sanguedolce | Llista cívica |